# Università di Greifswald

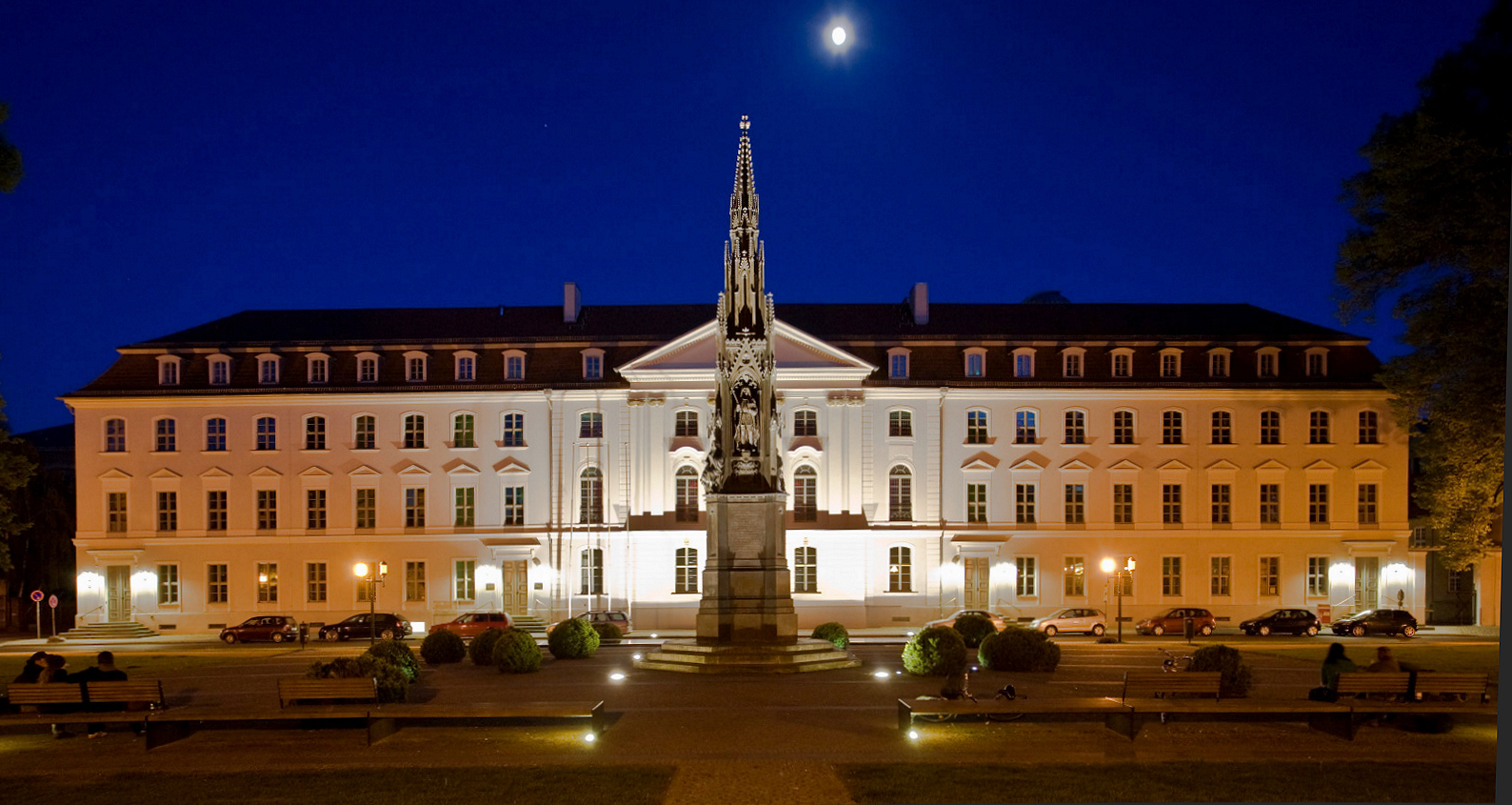
L'università di Greifswald

L'Università di Greifswald (in tedesco: Universität Greifswald) si trova nella città tedesca di Greifswald, ubicata, sulla costa del Mar Baltico, fra le isole Rügen e Usedom, nello stato di Meclemburgo-Pomerania Anteriore.

## Storia
Fondata nel 1456, è una delle più antiche università della Germania e d'Europa. Fu, a suo tempo, una delle più antiche università di Svezia (1648-1815) e di Prussia (1815-1947).
Fra i suoi rettori vi furono Georg Walter (1458), Christoph Helwig junior (1711) e Georg Beseler (1845 e 1854), vi insegnò dal 1885 Baptist Bernhard von Minnigerode.
Nel 2000 fu creato il Collegio per le scienze Alfried-Krupp che attraverso l'assegnazione di borse di studio, l'organizzazione di corsi di laurea e convegni promuove la fama internazionale dell'Università.
Nel 2011 era frequentata da 12.300 studenti suddivisi fra cinque facoltà. La dimensione della città di Greifswald fa sì che essa sia un ateneo circondato da una piccola città, piuttosto che una città universitaria.

## Struttura
Nel 2011, l'università dispone di cinque facoltà:
- Diritto e scienze economiche
- Filosofia
- Medicina
- Scienze matematiche
- Teologia

L'ateneo possiede anche un orto botanico.